# Bolitophila latipes
Bolitophila latipes är en tvåvingeart som beskrevs av Tollet 1943. Bolitophila latipes ingår i släktet Bolitophila och familjen smalbensmyggor. Inga underarter finns listade i Catalogue of Life.